# 見合い恋愛
『見合い恋愛』（みあいれんあい）は、1969年8月18日から11月10日まで日本テレビ系列で毎週月曜日21:00 - 21:56（JST）に放送されていたテレビドラマ。

## 概要
藤間紫と若原雅夫が演じる仲人好きの夫婦とその家族を中心に、お見合いや恋愛のエピソードを絡めたホームドラマ。70年代に人気を博す石立ドラマのルーツのような作品。各話の豪華なゲストや、当時の人気女優たち、山本陽子、由美かおる、梶芽衣子の共演も見所。

## キャスト
- 菅野美津江：藤間紫 (第5、8、10話除く)
- 菅野甲作（夫）：若原雅夫 (第8、10話除く)
- 菅野健太郎（長男）：石立鉄男 (第4～6、8～11話除く)
- 菅野多美（次女）：由美かおる
- 菅野まき（三女）：江原かずみ
- 甲作の母：初代・英太郎
- 宗像千春：山本陽子
- 結婚リサーチセンター所長・利子（甲作の姪）：瞳麗子（第5話までは瞳麗香名義）
- 加奈子（美津江の姪）：梶芽衣子（第1話は太田雅子名義）
- 篠原加代（美津江の長女）：野添ひとみ
- 篠原武雄（加代の夫）：児玉清
- 加奈子の婚約者・泉：山口崇
- 多美のボーイフレンド・小田：浜田光夫
- 山川えい子（健太郎の同僚）：小谷野美智子
- 井上豊苑（美津江の旧友、千春の師匠）：月丘夢路

## スタッフ
- プロデューサー：高木雅行、藤井賢祐
- 脚本：寺島アキ子、窪田篤人、才賀明、村仲勝之、津田幸夫
- 撮影：宮西良太郎
- 照明：三尾三郎
- 美術：木村晃广、福留八郎、柳生一夫
- 録音：安田進
- 音楽：坂田晃一
- 選曲：鈴木清司
- 編集：吉川泰弘
- 助監督：高橋勝
- 記録：麦谷静代
- 効果：橋本正二
- 制作担当：高村洋三
- 現像：東洋現像所
- 生花指導：大竹美和子
- 制作協力：日活芸能株式会社
- 監督：小野田嘉幹、山田達雄、馬越安彦
- 制作：C.A.L

### 主題歌
- 「愛の風船」作詞・作曲：岡田忠和、編曲：藤井淳、歌：由美かおる、クラウン・レコード

## 放送リスト
- 製作：C.A.L
- 放送局：日本テレビ系列
- 放送期間：1969年8月18日 - 1969年11月10日
- 放送時間：毎週月曜日、21：00 - 21：56
- 放送回数：全13回（全13話）
- 放送形式：カラー

| 話数 | 放送日        | サブタイトル     | 脚本       | 監督       | 主なゲスト                                             |
| ---- | ------------- | ---------------- | ---------- | ---------- | ------------------------------------------------------ |
| 1    | 1969年8月18日 | ひょうたんから駒 | 寺島アキ子 | 小野田嘉幹 |                                                        |
| 2    | 8月25日       | 恋する年頃       | 寺島アキ子 | 小野田嘉幹 | 高橋悦史、岩崎加根子                                   |
| 3    | 9月1日        | おふくろと恋人   | 寺島アキ子 | 山田達雄   | 月丘千秋、勝呂誉、波野久里子                           |
| 4    | 9月8日        | 愛情テスト       | 窪田篤人   | 山田達雄   | 宮本信子、工藤堅太郎                                   |
| 5    | 9月15日       | 二度目の二人     | 窪田篤人   | 馬越安彦   | 中丸忠雄、白木マリ                                     |
| 6    | 9月22日       | 素敵なライバル   | 才賀明     | 馬越安彦   | 竹脇無我、幾野道子、小川真司、北川美佳、水沢有美       |
| 7    | 9月29日       | 青空と恋人       | 寺島アキ子 | 山田達雄   | 長谷川明男、原田糸子、細川俊之、田村奈己               |
| 8    | 10月6日       | 見合い作戦３対１ | 村仲勝之   | 馬越安彦   | 岡田真澄、中北千枝子、磯村みどり、横山リエ、岡田由紀子 |
| 9    | 10月13日      | おいらの女房     | 寺島アキ子 | 小野田嘉幹 | 西岡慶子、松山照夫、田島和子、武内享                   |
| 10   | 10月20日      | 見合い異議あり   | 津田幸夫   | 小野田嘉幹 | 露口茂、弓恵子、石山津、井沢美奈子                     |
| 11   | 10月27日      | 九年目の見合い   | 窪田篤人   | 小野田嘉幹 | 木村功、南風洋子、鮎川いづみ、武藤章生                 |
| 12   | 11月3日       | 恋のまわり道     | 寺島アキ子 | 山田達雄   | 早川保、坪内美詠子                                     |
| 13   | 11月10日      | 実りある日       | 寺島アキ子 | 山田達雄   | 原田清人                                               |

## 映像ソフト
- 2016年7月に発売「昭和の名作ライブラリー 第25集 見合い恋愛 DVD-BOX HDリマスター版」（発売元：ベストフィールド）